# Neuvillette (Somme)
Neuvillette település Franciaországban, Somme megyében. Lakosainak száma 214 fő (2022. január 1.). Neuvillette Barly, Bouquemaison, Doullens, Occoches és Bonnières községekkel határos.

## Népesség
A település népességének változása:
| Lakosok száma | 219  | 218  | 223  | 222  | 221  | 221  | 218  | 216  | 214  |
|               | 2013 | 2015 | 2016 | 2017 | 2018 | 2019 | 2020 | 2021 | 2022 |